# Petrogale lateralis
Petrogale lateralis är en pungdjursart som beskrevs av John Gould 1842. Petrogale lateralis ingår i släktet klippkänguruer och familjen kängurudjur. IUCN kategoriserar arten globalt som nära hotad.

## Utseende
Arten når en kroppslängd (huvud och bål) av cirka 49 cm och en svanslängd av ungefär 56 cm. Vikten är vanligen 2,8 till 4,5 kg. Vissa exemplar kan väga upp till 7,1 kg. Pälsen är på ovansidan brunaktig med inslag av grått, på bröstet förekommer oftast ljusare päls och buken är vanligen täckt av mörkbrun päls. Kännetecknande är sandfärgade strimmor på kinderna och en mörkbrun till svart strimma från huvudets topp till området mellan axlarna. Vid slutet av den långa svansen bildas ofta en tofs av mörka hår. Beroende på underart kan ytterligare mönster förekomma.

## Utbredning
Pungdjuret förekommer i flera från varandra skilda områden i centrala och västra Australien. Arten vistas i klippiga eller torra regioner med sparsam växtlighet. Mindre populationer lever på öar vid södra kusten av delstaten Western Australia. Dessutom finns en population på två öar som tillhör South Australia. På den mindre av dessa två öar blev arten introducerad.

## Ekologi
Mellan 10 och 100 exemplar bildar en flock eller en mindre koloni. Petrogale lateralis äter främst gräs som kompletteras med örter, frukter, blad och andra växtdelar. Vätskebehovet täcks främst med födan men arten dricker när den hittar vatten. Under dagens hetaste timmar vilar djuret i grottor eller under överhängande klippor. Den främste aktiviteten sker under kvällen och under morgonen.
Allmänt kan honor bli brunstiga under alla årstider. Ofta vilar det befruktade ägget en tid innan dräktigheten börjar. Pausen är nödvändig på grund av sällsynt regnfall i utbredningsområdet. Dräktigheten varar cirka 30 dagar och sedan lever ungarna en tid i moderns pung (marsupium). Äldre ungdjur lämnas ofta i gömstället när modern letar efter föda.

## Underarter
Arten delas in i följande underarter:
- P. l. hacketti, öar vid Western Australias sydvästra kustlinje
- P. l. lateralis, på fastlandet
- P. l. pearsoni, öar i South Australia

## Bildgalleri

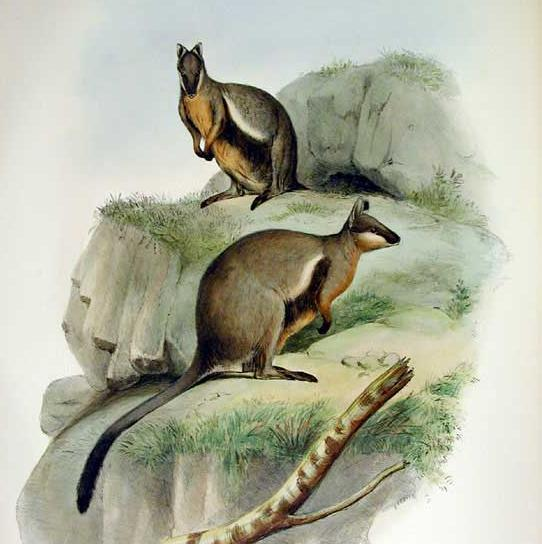
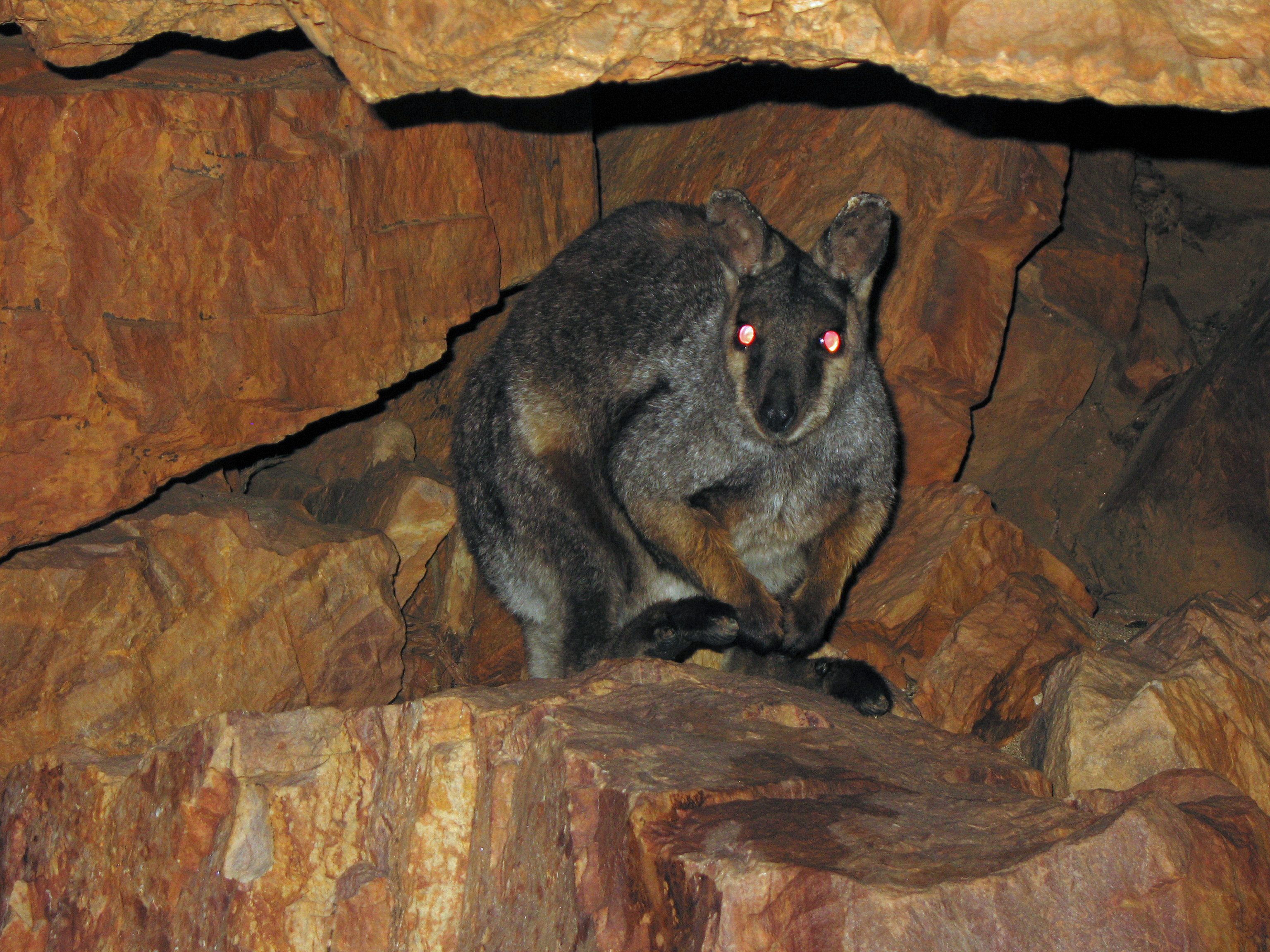